# Akustický tlak
Akustický tlak je ve zvukové technice a v akustice nejdůležitější veličinou akustického pole. Jednotka akustického tlaku v soustavě SI je stejná jako jednotka tlaku vzduchu – jeden Pascal (Pa).
V praxi se naměřená efektivní hodnota {\displaystyle {\tilde {p}}} akustického tlaku uvádí v decibelech (dB) vůči referenční hodnotě hladiny akustického tlaku.

## Definice
Akustický tlak je kolísání tlaku stlačitelného média, ve kterém se šíří zvuk (obvykle vzduchu). Tyto změny tlaku se převádí na pohyby ušního bubínku, který funguje jako senzor, díky kterému vnímáme zvuk.
Akustický tlak p je proměnná veličina superponovaná na statický tlak p0 (obvykle tlak vzduchu). Pro celkový tlak pcelk tedy platí:
{\displaystyle p_{\mathrm {celk} }=p_{0}+p\,}
Akustický tlak p je zpravidla o mnoho řádů menší než statický tlak vzduchu. Akustický tlak je definován stejně jako „normální“ tlak:
{\displaystyle p={\frac {F}{S}}\,}
kde F je síla působící na plochu S.
Protože tlak nezávisí na směru, jedná se o skalární veličinu. Z matematického pohledu je tedy akustický tlak v závislosti na souřadnicích v trojrozměrném prostoru skalární pole.
Amplituda akustického tlaku {\displaystyle {\hat {p}}} je špičková (vrcholová) hodnota akustického tlaku.
V případě harmonického kmitání (tedy jednoduchého tónu, často také nazývaného „sinusový průběh“) s frekvencí {\displaystyle f} lze časovou závislost akustického tlaku vyjádřit vzorcem
{\displaystyle p(t)={\hat {p}}\sin(2\pi ft)={\hat {p}}\sin(\omega t)\,}
kde ω úhlová frekvence {\displaystyle \omega =2\pi f\,}.
Pro efektivní hodnotu u sinusových signálů platí
{\displaystyle p_{\mathrm {eff} }={\tilde {p}}={\frac {\hat {p}}{\sqrt {2}}}\quad \,}

## Závislost na vzdálenosti
Efektivní hodnota akustického tlaku {\displaystyle {\tilde {p}}} je u volného pole nepřímo úměrná vzdálenosti r od (bodového) zdroje zvuku (1/r-zákon, zákon převrácených čtverců):
{\displaystyle {\tilde {p}}\sim {\frac {1}{r}}}
{\displaystyle {\frac {{\tilde {p}}_{2}}{{\tilde {p}}_{1}}}={\frac {r_{1}}{r_{2}}}\,}
{\displaystyle {\tilde {p}}_{2}={\tilde {p}}_{1}{\frac {r_{1}}{r_{2}}}\,}
{\displaystyle {\tilde {p}}_{1}\,} = akustický tlak ve vzdálenosti {\displaystyle r_{1}\,}

{\displaystyle {\tilde {p}}_{2}\,} = akustický tlak ve vzdálenosti {\displaystyle r_{2}\,}
(Poznámka: Velikost kvadratických veličin akustické energie, jako např. intenzity zvuku, klesá nepřímo úměrně s druhou mocninou vzdálenosti od bodového zdroje zvuku 1/r2.)
Je zřejmé, že pro posouzení síly zdroje zvuku je naprosto nutné kromě údaje naměřeného akustického tlaku znát vzdálenost r místa měření od zdroje zvuku.
V dozvukovém prostředí platí 1/r-zákon pouze v omezené míře:
- V přímém poli zdroje zvuku, tedy ve volném prostoru a tam, kde přímý zvuk D převažuje nad prostorovým zvukem R, platí 1/r-zákon.
- Mimo bezprostřední přímé pole, kde na celkový akustický tlak mají odrazy, platí 1/r-zákon pouze v omezené míře.
- Mimo poloměr dozvuku rH, což je vzdálenost od zdroje zvuku, v níž je přímý zvuk D stejně silný jako prostorový zvuk R, zůstává akustický tlak v podstatě konstantní s rostoucí vzdáleností od zdroje zvuku, protože zde působí především odrazy od stěn.

## Spojitost s jinými akustickými veličinami
V případě rovinné vlny je akustický tlak {\displaystyle p} propojen s akustickými veličinami jako je charakteristická akustická impedance {\displaystyle Z}, akustický výkon {\displaystyle P_{\mathrm {ak} }}, akustická rychlost {\displaystyle v} a intenzita zvuku {\displaystyle I} podle následujících vztahů:
{\displaystyle p=Z\;v={\frac {I}{v}}={\sqrt {I\;Z}}={\frac {P_{\mathrm {ak} }}{v\;S}}={\sqrt {\frac {P_{\mathrm {ak} }\;Z}{S}}}={\xi \;Z\;\omega }={\frac {a\;Z}{\omega }}=c\;{\sqrt {\rho \;E}}}.
kde
| Symbol                            | Jednotka | Význam                               |
| --------------------------------- | -------- | ------------------------------------ |
| {\displaystyle p}                 | Pa       | akustický tlak                       |
| {\displaystyle f}                 | Hz       | Frekvence                            |
| {\displaystyle \xi }              | m        | amplituda akustických kmitů          |
| {\displaystyle c}                 | m/s      | rychlost zvuku                       |
| {\displaystyle v}                 | m/s      | akustická rychlost                   |
| {\displaystyle \omega }           | 1/s      | úhlová frekvence                     |
| {\displaystyle \rho }             | kg/m3    | hustota vzduchu (hustota média)      |
| {\displaystyle Z=c\;\rho }        | N·s/m3   | charakteristická akustická impedance |
| {\displaystyle a}                 | m/s2     | zrychlení zvuku                      |
| {\displaystyle I}                 | W/m2     | intenzita zvuku                      |
| {\displaystyle E}                 | W·s/m3   | hustota zvukové energie              |
| {\displaystyle P_{\mathrm {ak} }} | W        | akustický výkon                      |
| {\displaystyle S}                 | m2       | ozvučená plocha                      |

## Tabulky: akustický tlak a hladina akustického tlaku různých zdrojů zvuku

### Akustický tlak ve vzduchu
Pro srovnánístatický tlak vzduchu na hladině moře: cca. 100 kPa
| Zdroj zvuku a situace (vzdálenost)                              | Akustický tlak {\displaystyle {\tilde {p}}} (efektivní hodnota) (Pa) | Hladina akustického tlaku Lp (dB) re 20 µPa |
| --------------------------------------------------------------- | -------------------------------------------------------------------- | ------------------------------------------- |
| puška M1 Garand (1 m)                                           | 5000                                                                 | 168                                         |
| proudový letoun (30 m)                                          | 600                                                                  | 150                                         |
| práh bolesti                                                    | 100                                                                  | 134                                         |
| poškození sluchu při krátkodobé expozici                        | 20                                                                   | od 120                                      |
| proudový letoun (100 m)                                         | 6 ... 200                                                            | 110 ... 140                                 |
| pneumatické kladivo (1 m); diskotéka                            | 2                                                                    | 100                                         |
| poškození sluchu při dlouhodobé expozici více než 8 hodin denně | 0,6                                                                  | od 90                                       |
| hlavní silnice (10 m)                                           | 0,2 ... 0,6                                                          | 80 ... 90                                   |
| osobní auto (10 m)                                              | 0,02 ... 0,2                                                         | 60 ... 80                                   |
| televizor v pokojové hlasitosti (1 m)                           | 0,02                                                                 | cca. 60                                     |
| normální konverzace (1 m)                                       | 2 ... 6·10−3                                                         | 40 ... 50                                   |
| velmi tichá místnost                                            | 2 ... 6·10−4                                                         | 20 ... 30                                   |
| šustění listí, klidné dýchání                                   | 6·10−5                                                               | 10                                          |
| práh slyšení při 1 kHz                                          | 2·10−5                                                               | 0                                           |

### Akustický tlak ve vodě
Pro srovnánístatický tlak tlak vzduchu na vodní hladině: cca. 100 kPa

v hloubce 100 m: cca. 1100 kPa
v hloubce 5 km: cca. 51100 kPa
| Zdroj zvuku a situace (vzdálenost) | Akustický tlak {\displaystyle {\tilde {p}}} (efektivní hodnota) (Pa) | Hladina akustického tlaku Lp (dB) re 1 µPa |
| ---------------------------------- | -------------------------------------------------------------------- | ------------------------------------------ |
| vojenský sonar (1 m)               | 106                                                                  | 240                                        |
| práh slyšení potápěče při 1 kHz    | 2,2·10−3                                                             | 67                                         |